# Heng Kim Nguon
Heng Kim Nguon (ur. 25 maja 1991) – kambodżański zapaśnik w stylu klasycznym.
Brązowy medalista igrzysk Azji Południowo-Wschodniej w 2013 roku.